# Associazione Sportiva Reggina 1963-1964
Questa pagina raccoglie i dati riguardanti l'Associazione Sportiva Reggina nella stagione 1963-1964.

## Stagione
La squadra, allenata da Leo Zavatti, ha concluso la stagione in quarta posizione, nel girone C di Serie C.

## Rosa
| N. |                   | Ruolo | Calciatore        |
| -- | ----------------- | ----- | ----------------- |
| -  | Italia (bandiera) | P     | Piero Persico     |
| -  | Italia (bandiera) | P     | Nuccio Vigliarolo |
| -  | Italia (bandiera) | D     | Achille Baldini   |
| -  | Italia (bandiera) | D     | Giovanni Kostner  |
| -  | Italia (bandiera) | C     | Aldo Smeriglio    |
| -  | Italia (bandiera) | D     | Renato Bonari     |
| -  | Italia (bandiera) | D     | Luciano Gallusi   |
| -  | Italia (bandiera) | D     | Felice Barbetta   |
| -  | Italia (bandiera) | D     | Alberto Gatto     |
| -  | Italia (bandiera) | C     | Italo Alaimo      |

| N. |                   | Ruolo | Calciatore           |
| -- | ----------------- | ----- | -------------------- |
| -  | Italia (bandiera) | C     | Giovanni Costariol   |
| -  | Italia (bandiera) | C     | Enrico Arienti       |
| -  | Italia (bandiera) | C     | Romolo La Valle      |
| -  | Italia (bandiera) | A     | Claudio Turchetto    |
| -  | Italia (bandiera) | A     | Alberto Valsecchi    |
| -  | Italia (bandiera) | D     | Giuseppe Errichiello |
| -  | Italia (bandiera) | A     | Orazio Ferrigno      |
| -  | Italia (bandiera) | C     | Edi Sandrigo         |
| -  | Italia (bandiera) | C     | Dante Portelli       |

## Piazzamenti
- Serie C: 4º posto.